# George Floyd
George Perry Floyd mlajši, afro-američan, žrtev umora, * 14. oktober 1973, Fayetteville, † 25. maj 2020, Minneapolis.

## Mladost
Floyd se je rodil 14. oktobra 1973 v Fayettevillu v Severni Karolini, Združene države Amerike Georgeu Perryu in Larcenii Jones Floyd. Obiskoval je srednjo šolo Ryan v Houstonu, Teksas in Državno fakulteto Južna Florida. Leta 1994 je postal raper z imenom Big Floyd in član skupine Screwed up click. Med letoma 1997 in 2005 je Floyd odslužil osem zapornih kazni za različne obtožbe, kot so posedovanje drog, tatvina in vstop brez dovoljenja. Od leta 2019 je delal kot varnostnik v diskoteki.

## Smrt
25. maja 2020 je George Floyd vstopil v trgovino in poskusil plačati z bankovcem za 20 dolarjev, za katerega je prodajalka sumila, da je ponarejen. Poklicala je policijo, ki je Floyda v njegovem avtomobilu v bližini trgovine aretirala in ga zaradi upiranja vstopu v policijski avtomobil položila na tla. Njegov obraz bil prislonjen na tla, roke pa priklenjene v lisice. Policist Derek Chauvin je s kolenom za okrog 8 minut pritisnil na njegov vrat, da ni mogel dihati. Začel je ponavljati besede "I can't breathe" (angleško: ne morem dihati) in se po nekaj minutah nehal premikati. 
Mimoidoči so začeli dogajanje snemati s telefoni in zahtevali, da policisti preverijo Floydov pulz. Ko ga ti niso zaznali, so ga začeli oživljati. Nato so policisti poklicali rešilno vozilo. V bolnišnici so ga razglasili za mrtvega. 
Floyd je bil pokopan poleg svoje matere v Pearlandu, Teksas.

## Spomin
Po njegovi smrti so se v Združenih državah Amerike začeli množični protesti proti policijskemu nasilju s sloganom »Black Lives Matter« (Črna življenja štejejo). Njegovi družini je mesto Minneapolis plačalo 27 milijonov ameriških dolarjev odškodnine. 18. septembra 2020 je mestni svet Minneapolisa potrdil preimenovanje dela Čikaške avenije med 37. in 39. cesto v Trg Georgea Floyda.
Več univerz in fakultet je ustvarilo štipendije s Floydovim imenom, med drugim North Central University, Alabama State, Oakwood University, Missouri State University, Southeast Missouri State, Ohio University, Buffalo State College, Copper Mountain College in drugi.